# Jeff Lampkin
Jeff Lampkin (* 21. September 1961 in Youngstown, Ohio USA) ist ein ehemaliger US-amerikanischer Boxer und Weltmeister der IBF im Cruisergewicht.

## Amateur
Lampkin wurde bei den Amateuren unter anderem 1979 US-amerikanischen Meister im Halbschwergewicht.

## Profikarriere
Bei den Profis gewann der 1,85 m große US-Amerikaner seine ersten 16 Kämpfe alle durch K. o. und musste in seinem 17. Fight gegen den ungeschlagenen Willie Edwards seine erste Pleite hinnehmen. 1988 errang er den USBA-Gürtel mit einem technischen K.-o.-Sieg über Alfonso Ratliff. 
Am 22. März im Jahre 1989 boxte er gegen Glenn McCrory um den Weltmeistertitel des Verbandes IBF und schlug ihn in der dritten Runde durch K. o. Diesen Gürtel verteidigte er noch im selben Jahr gegen den Südafrikaner Siza Makathini (15-3) durch schweren K. o. in Runde 8. 
Seinen letzten Kampf bestritt Lampkin im Jahre 1997 gegen Exum Speight und gewann durch technischen Knockout in der vierten Runde.